# Martin Sheridan
Martin Joseph Sheridan (Treenduff, County Mayo, 28 maart 1881 – Manhattan (New York), 27 maart 1918) was een Amerikaanse atleet, die gespecialiseerd was in het discuswerpen. Hij werd meervoudig olympisch kampioen en Amerikaans kampioen in deze discipline. Naast het discuswerpen was hij ook succesvol in andere atletiekdisciplines. In totaal won hij twee gouden medailles op de Olympische Spelen en twee op de Tussenliggende Spelen.

## Loopbaan
Sheridan werd geboren in Ierland en verhuisde op zestienjarige leeftijd naar de Verenigde Staten, waar hij ging werken bij de politie van New York.
Sheridan won op de Olympische Spelen van 1904 in St. Louis een gouden medaille bij het discuswerpen. Deze prestatie kon hij vier jaar later op de Spelen van Londen herhalen. In Londen won hij eveneens goud bij het "discuswerpen klassieke stijl" en brons bij het verspringen uit stand.
Nog succesvoller was hij op de Tussenliggende Spelen van 1906 in Athene. Daar won hij het kogelstoten, discuswerpen en werd tweede bij het hoogspringen uit stand, verspringen uit stand en het gewichtheffen. Deze medailles worden door het IOC evenwel niet erkend.
Sheridan stierf op slechts 36-jarige leeftijd aan een longontsteking. In 1988 werd hij in de USA Track & Field Hall-of-Fame opgenomen.

## Titels
- Olympisch kampioen discuswerpen - 1904, 1908
- Olympisch kampioen discuswerpen (Griekse stijl) - 1908
- Tussenliggende Spelen kampioen discuswerpen - 1906
- Tussenliggende Spelen kampioen kogelstoten - 1906
- Amerikaans kampioen discuswerpen - 1904, 1906, 1907, 1911
- Amerikaans kampioen discuswerpen (Griekse stijl) - 1907
- Amerikaans kampioen kogelstoten - 1904
- Amerikaans kampioen polsstokverspringen - 1906, 1907
- Amerikaans kampioen all-round - 1905, 1907, 1909

## Palmares

### discuswerpen
- 1904:  OS - 39,28 m
- 1906:  TS - 41,46 m
- 1908:  OS - 40,89 m

### discuswerpen (Griekse stijl)
- 1908:  OS - 38,00 m

### kogelstoten
- 1906:  TS - 12,325 m

### gewichtheffen (steen)
- 1906:  TS - 19,035

### hoogspringen uit stand
- 1906:  TS - 1,40 m

### verspringen uit stand
- 1906:  TS - 3,095 m
- 1908:  OS - 3,225 m

1896: Bob Garrett ·
1900: Rudolf Bauer ·
1904: Martin Sheridan ·
1906: Martin Sheridan ·
1908: Martin Sheridan ·
1912: Armas Taipale ·
1920: Elmer Niklander ·
1924: Bud Houser ·
1928: Bud Houser ·
1932: John Anderson ·
1936: Ken Carpenter ·
1948: Adolfo Consolini ·
1952: Sim Iness ·
1956: Al Oerter ·
1960: Al Oerter ·
1964: Al Oerter ·
1968: Al Oerter ·
1972: Ludvík Daněk ·
1976: Mac Wilkins ·
1980: Viktor Rasjtsjoepkin ·
1984: Rolf Danneberg ·
1988: Jürgen Schult ·
1992: Romas Ubartas ·
1996: Lars Riedel ·
2000: Virgilijus Alekna ·
2004: Virgilijus Alekna ·
2008: Gerd Kanter ·
2012: Robert Harting ·
2016: Christoph Harting ·
2020: Daniel Ståhl ·
2024: Rojé Stona
1896: Bob Garrett ·
1900: Richard Sheldon ·
1904: Ralph Rose ·
1906: Martin Sheridan ·
1908: Ralph Rose ·
1912: Pat McDonald ·
1920: Ville Pörhölä ·
1924: Bud Houser ·
1928: John Kuck ·
1932: Leo Sexton ·
1936: Hans Woellke ·
1948: Wilbur Thompson ·
1952: Parry O'Brien ·
1956: Parry O'Brien ·
1960: Bill Nieder ·
1964: Dallas Long ·
1968: Randy Matson ·
1972: Władysław Komar ·
1976: Udo Beyer ·
1980: Vladimir Kiseljov ·
1984: Alessandro Andrei ·
1988: Ulf Timmermann ·
1992: Mike Stulce ·
1996: Randy Barnes ·
2000: Arsi Harju ·
2004: Adam Nelson ·
2008: Tomasz Majewski ·
2012: Tomasz Majewski ·
2016: Ryan Crouser ·
2020: Ryan Crouser ·
2024: Ryan Crouser
- Virtual International Authority File: 315945263